# Лоу-Раковиці
Лоу-Раковиці (рум. Stația Law-Racoviță) — румунська сезонна (літня) науково-дослідна станція в Антарктиці, заснована у 2003 році. Розташована на висоті 65 м над р. м. у Землі Принцеси Єлизавети за 2 км від китайської станції «Чжуншань». Населення становить до 13 осіб.
Станція відкрита 1986 року Австралією як «Лоу». У 2003 року передана Румунії та перейменована на «Лоу-Раковиці».
Станція має ім'я румунського науковця та дослідника Антарктики Еміля Раковіце.